# Zijkanaal A
Le Zijkanaal A est un canal néerlandais de la Hollande-Septentrionale. Il relie le canal de la Mer du Nord au port de Beverwijk. À l'origine, ce canal faisait partie de la Ligne de défense d'Amsterdam.